# Stefan von Müller
Stefan Müller, 1913–1919 Müller Edler von Deham, auch kurz Müller von Deham oder von Müller (* 3. November 1877 in Wien; † 5. Mai 1938 ebenda) war ein österreichischer Jurist, Politikwissenschaftler und Journalist jüdischer Abstammung.

## Leben
Er war der Sohn des k.u.k. Hofrats David Heinrich Müller (1846–1912) aus Buczacz in Galizien, mindestens seit 1876 Dozent, ab 1881 Professor der semitischen Sprachen an der Universität Wien, Autor und Herausgeber wissenschaftlicher Werke, und der Charlotte Horowitz. Zunächst wurde der Vater am 20. Dezember 1912, nur einen Tag vor seinem Tod, allein in den österreichischen persönlichen Adelsstand erhoben. Erst ein halbes Jahr später wurden seine Witwe Charlotte und ihre beiden Söhne, der Jurist Stefan und der Arzt Albert Müller, mit Diplom vom 29. Juli 1913 mit Namensmehrung „Edler von Deham“ ebenfalls in den österreichischen Adelsstand erhoben.
Nach dem Besuch eines Gymnasiums in Wien nahm Müller das Studium der Rechtswissenschaften an der Universität Wien auf. An der dort ansässigen Handelshochschule belegte er das Fach Volkswirtschaft und wurde dort auch zum Dr. jur. promoviert. Anschließend promovierte er noch in Frankfurt am Main zum Dr. rer. pol. Seine Dissertation hatte den Titel Die finanzielle Mobilmachung Oesterreichs und ihr Ausbau bis 1918.
Es folgte eine mehrjährige Tätigkeit bei Banken in England, Deutschland und Österreich, wo er seine Kenntnisse in den Rechtsabteilungen vertiefte. Im Jahr 1922 wurde er als Schriftleiter bei der Neuen Freien Presse in Wien eingestellt und übernahm den Wirtschaftsteil. Dabei entwickelte er die Zeitung zum Nachrichtenblatt.
In der zweiten Jahreshälfte 1932 verkaufte – wohl nur aus finanziellen Gründen – Ernst Benedikt, seit 1920 der Herausgeber der Zeitung und Sohn des vormaligen Eigentümers Moriz Benedikt, einige seiner Anteile an ein Konsortium, dem auch Müller angehörte. Als Folge dieser Transaktion wurde Stefan von Müller ab 1935 Chefredakteur des Blattes und Vizepräsident der Österreichischen Journal AG. 
Seine Artikel zu wirtschaftspolitischen Themen erschienen auch gelegentlich in der englischen Zeitschrift The Economist. Weiterhin betätigte er sich auch bei Vorträgen in Kursen für Abiturienten an höheren Handelsschulen. Vor der Kaufmannschaft sprach er zu Themen der Volkswirtschaft und Zeitungskunde. Er gehörte der Gewerkschaft der Journalisten in Österreich an.
Nach dem „Anschluss“ Österreichs (12. März 1938) gab es für die Neue Freie Presse kein Weiterleben mehr. Hitler hatte sich seit seiner Wiener Zeit eine unversöhnlich-feindselige Haltung gegen das „Judenblatt“ bewahrt und die Einstellung verlangt. Müller, der längst vom jüdischen Glauben zum Christentum konvertiert war, wurde von der Gestapo mehrfach verhört, bis er sich am 5. Mai 1938 das Leben nahm.
Verheiratet war er mit der Engländerin Gertrude Bennet-Squire.